# 2010年イギリス労働党党首選挙
2010年イギリス労働党党首選挙（英: 2010 Labour Party leadership election）とは、イギリスの政党・労働党の党首を決定した選挙。
5月6日に行われた総選挙の結果、保守党306議席、労働党258議席、自由民主党57議席となり庶民院はどの党も単独過半数を得られずハング・パーラメントと化し、労働党は与党の座から滑り落ちた。5月10日、首相で労働党党首のゴードン・ブラウンが辞任を表明した上で、9月の労働党大会までに新党首が選出されるべきだと表明したことから、事実上の党首選挙がスタートした。
党の公式声明では、全国執行委員会（National Executive Committee）が選挙日程を定め、その結果が9月25日の党大会で発表されるべきであるとされた。
選挙には5人が出馬したが、事実上はデイヴィッド・ミリバンドとエド・ミリバンドの実の兄弟による一騎討ち状態であり、党首選挙としてだけでなく、兄弟対決としても大いに話題を呼んだ。最終的に、弟のエド・ミリバンドが新党首に選出された。

## 選挙概要
労働党の内規では、「党首選に出馬するには、労働党下院議員全員のうち、12.5%以上の推薦人を確保する必要がある」とされている。庶民院に議席を持つ労働党議員は257人（選挙では258議席を獲得したが、エリック・イルズリーが停職処分を受けたため）なので、出馬には33人の議員を推薦人として確保する必要があった。当初、立候補受付は5月24日に始まり27日に締切とされたが、ジョン・マクドネル、ダイアン・アボット、アンディ・バーナムらから「推薦人確保までの時間としては短すぎる」という抗議が出たため、締切は6月9日まで延長されることになった。
投票は9月1日から22日にかけて行われ、マンチェスターで行われた党大会の初日である25日に結果が発表された。投票は異なる3つのブロックごとに、かつ「1人1票制」に基づいて行われた。3つのブロックとは、以下のとおりである。
1. 議会労働党：庶民院および欧州議会に議席を持つ議員票
2. 選挙区労働党：一般の党員票
3. 労働組合：労働党と協力関係にある労働組合や社会主義グループに参加する組合員票

それぞれの票が3分の1ずつ（33.33%）に振り分けられ、合計の割合で党首を選出する。投票者は、全候補者に優先順位をつけて投票する。特定の候補者が過半数を制するまで、最下位の候補者を除外しながら数ラウンドにわたって投票を繰り返す方式で行われる。また、選挙を取り仕切るのは全国執行委員会（NEC）である。

## 候補者
5月10日の閣議において、ブラウン内閣が正式に総辞職するまではどの候補も出馬表明を行ってはならないと決められた。保守党と自由民主党が11日に連立を組み、ブラウン内閣が総辞職すると、すぐさま大本命のデイヴィッド・ミリバンドが出馬表明を行った。最終的に、5月20日までに6人が出馬を表明した。
- デイヴィッド・ミリバンド

5月12日出馬表明。前外務大臣。ブレア派。ブラウン政権時代から、次期党首最有力候補のひとり。前回の党首選挙では出馬を見送り、ブラウン支持にまわった。トニー・ブレア元首相が進めた「ニュー・レイバー」路線を引き継ごうとする勢力の筆頭格。
- エド・ミリバンド

5月14日出馬表明。前エネルギー・気候変動大臣。ブラウン派。デイヴィッド・ミリバンドの実弟であるが、兄と異なり政治思想は左派寄りのブラウン前首相に近い。
- ジョン・マクドネル

5月18日出馬表明、6月9日に撤退表明。党内極左派の流れを汲むキャンペーン・グループのリーダー。前回の党首選挙でも出馬を模索したが、その極端な政治思想から必要な推薦人が確保できず撤退。今回も同じ結果となった。
- エド・ボールズ

5月19日出馬表明。前児童・学校・家庭大臣。ブラウン派であり、政治思想はエド･ミリバンドと同じく左派寄り。
- ダイアン・アボット

5月20日出馬表明。英国初の黒人女性議員として、有権者からの知名度は高い。
- アンディ・バーナム

5月20日出馬表明。前保健大臣。ブレア派の一人だが、知名度では他の候補に劣る。
6月9日、33人の推薦人確保が不可能であるとして、ジョン・マクドネルは撤退を宣言し、ダイアン・アボットの支持にまわった。マクドネルが撤退するまでに集めた推薦人の数は16人だった。

### 推薦人
各候補者が取り付けた最終的な推薦人の数は以下のとおり。出馬段階で、下院議員約3分の1の支持を集めたデイヴィッド・ミリバンドが圧倒的に優勢であった。実弟のエドもその他の候補者を引き離す推薦人を取り付けたため、党首選挙は早いうちからミリバンド兄弟の一騎討ち状態となった。
| 候補者                   | 推薦人の数 | 割合   |
| ------------------------ | ---------- | ------ |
| ダイアン・アボット       | 33         | 12.84% |
| エド・ボールズ           | 33         | 12.84% |
| アンディ・バーナム       | 33         | 12.84% |
| デイヴィッド・ミリバンド | 81         | 31.52% |
| エド・ミリバンド         | 63         | 24.51% |

### 立候補しなかった他の有力議員
- イヴェット・クーパー[22]

実の夫であるエド・ボールズの支持にまわった。前雇用・年金大臣。
- ジョン・クルダス[22]

ダイアン・アボットの推薦人となったが、実際にはデイヴィッド・ミリバンドを支持した。2007年の副党首選挙にも出馬したバックベンチャー。
- アリスター・ダーリング[22]

デイヴィッド・ミリバンドを支持。前財務大臣で、ブラウン前党首の最側近。
- ピーター・ヘイン[28]

エド・ミリバンドを支持。前ウェールズ大臣、元北アイルランド大臣、雇用・年金大臣。
- ハリエット・ハーマン[22]

ブラウンが党首を辞任後、党首代行を務めていたため、表立っては中立を表明していたが、実際にはダイアン・アボットを支持した。前副党首、庶民院院内総務。
- アラン・ジョンソン[22]

デイヴィッド・ミリバンドを支持。前内務大臣、元保健・教育大臣。ブラウン政権時代からデイヴィッド・ミリバンドと並んで次期党首最有力候補の一人だった。
- ジャック・ストロー[22]

ダイアン・アボットの推薦人となったが、実際にはデイヴィッド・ミリバンドを支持した。前法務大臣・大法官、元外務大臣、内務大臣。
また、総選挙以前には次期党首選への出馬に意欲を示していた議員もいたが、その中には総選挙で落選したために出馬資格を失い、党首選に出馬することができなくなった議員もいた。そのような議員としては、ピーター・マンデルソンやジェームズ・パーネル、ジャッキー・スミスらが挙げられる。

## 投票前の動向
総選挙でも行われたテレビ討論や各種世論調査が、今回も行われ、党首選の動向に影響を与えた。詳細は以下のとおり。

### テレビ討論
| 番組タイトル      | 日付                | 司会者         | チャンネル | 詳細                                             |
| ----------------- | ------------------- | -------------- | ---------- | ------------------------------------------------ |
| BBC Newsnight     | 6月15日（火）10:30  | Jeremy Paxman  | BBC Two    | As it happened: Newsnight Labour leader hustings |
| Channel 4 News    | 9月1日（水）19:00   | Jon Snow       | Channel 4  | Labour leadership: live Channel 4 debate         |
| Sky News          | 9月5日（日）10:30   | Adam Boulton   | Sky News   | Leader Debate: Submit Your Question              |
| BBC Question Time | 9月16日（木） 22:35 | David Dimbleby | BBC One    | Question Time Labour leadership special          |

### 世論調査
| 初回投票                     | 初回投票       | 初回投票           | 初回投票                 | 初回投票         |                          | 決選投票         | 決選投票 | 決選投票 |
| ダイアン・アボット           | エド・ボールズ | アンディ・バーナム | デイヴィッド・ミリバンド | エド・ミリバンド | デイヴィッド・ミリバンド | エド・ミリバンド |          |          |
|                              |                |                    |                          |                  |                          |                  |          |          |
| YouGov/ザ・サン (7月27-29日) |                |                    |                          |                  |                          |                  |          |          |
| 選挙区労働党                 | 13%            | 7%                 | 10%                      | 38%              | 32%                      |                  | 50%      | 50%      |
| 労働組合                     | 17%            | 11%                | 13%                      | 34%              | 26%                      | 56%              | 44%      |          |
| 議会労働党                   | 5%             | 14%                | 12%                      | 39%              | 30%                      | 55%              | 45%      |          |
|                              |                |                    |                          |                  |                          |                  |          |          |
| 総合                         | 12%            | 11%                | 12%                      | 37%              | 29%                      | 54%              | 46%      |          |
| YouGov/ザ・サン (9月7-10日)  |                |                    |                          |                  |                          |                  |          |          |
| 選挙区労働党                 | 11%            | 9%                 | 10%                      | 38%              | 31%                      |                  | 48%      | 52%      |
| 労働組合                     | 12%            | 9%                 | 14%                      | 29%              | 36%                      | 43%              | 57%      |          |
| 議会労働党                   | 4%             | 14%                | 11%                      | 41%              | 29%                      | 56%              | 44%      |          |
|                              |                |                    |                          |                  |                          |                  |          |          |
| 総合                         | 9%             | 11%                | 12%                      | 36%              | 32%                      | 49%              | 51%      |          |

どの調査でも、ミリバンド兄弟の一騎討ち状態であり、他の候補者は伸び悩んだ。

## 投票結果
発表された投票結果は以下のとおり。

### 第1ラウンド
| 候補者 | 候補者                   | 議会労働党 | 議会労働党 | 選挙区労働党 | 選挙区労働党 | 労働組合 | 労働組合 | 総合   | 総合 |
| 候補者 | 候補者                   | 獲得票     | %          | 獲得票       | %            | 獲得票   | %        | %      |      |
| ------ | ------------------------ | ---------- | ---------- | ------------ | ------------ | -------- | -------- | ------ | ---- |
|        | デイヴィッド・ミリバンド | 111        | 13.91%     | 55,905       | 14.69%       | 58,189   | 9.18%    | 37.78% |      |
|        | エド・ミリバンド         | 84         | 10.53%     | 37,980       | 9.98%        | 87,585   | 13.82%   | 34.33% |      |
|        | エド・ボールズ           | 40         | 5.01%      | 12,831       | 3.37%        | 21,618   | 3.41%    | 11.79% |      |
|        | アンディ・バーナム       | 24         | 3.01%      | 10,844       | 2.85%        | 17,904   | 2.83%    | 8.68%  |      |
|        | ダイアン・アボット       | 7          | 0.88%      | 9,314        | 2.45%        | 25,938   | 4.09%    | 7.42%  |      |

最下位のダイアン･アボットが脱落。

### 第2ラウンド
| 候補者 | 候補者                   | 議会労働党 | 議会労働党 | 選挙区労働党 | 選挙区労働党 | 労働組合 | 労働組合 | 総合   | 総合 |
| 候補者 | 候補者                   | 獲得票     | %          | 獲得票       | %            | 獲得票   | %        | %      |      |
| ------ | ------------------------ | ---------- | ---------- | ------------ | ------------ | -------- | -------- | ------ | ---- |
|        | デイヴィッド・ミリバンド | 111        | 14.02%     | 57,128       | 15.08%       | 61,336   | 9.80%    | 38.89% |      |
|        | エド・ミリバンド         | 88         | 11.11%     | 42,176       | 11.13%       | 95,335   | 15.23%   | 37.47% |      |
|        | エド・ボールズ           | 41         | 5.18%      | 14,510       | 3.83%        | 26,441   | 4.22%    | 13.23% |      |
|        | アンディ・バーナム       | 24         | 3.03%      | 12,498       | 3.30%        | 25,528   | 4.08%    | 10.41% |      |

最下位のアンディ・バーナムが脱落。

### 第3ラウンド
| 候補者 | 候補者                   | 議会労働党 | 議会労働党 | 選挙区労働党 | 選挙区労働党 | 労働組合 | 労働組合 | 総合   | 総合 |
| 候補者 | 候補者                   | 獲得票     | %          | 獲得票       | %            | 獲得票   | %        | %      |      |
| ------ | ------------------------ | ---------- | ---------- | ------------ | ------------ | -------- | -------- | ------ | ---- |
|        | デイヴィッド・ミリバンド | 125        | 15.78%     | 60,375       | 16.08%       | 66,889   | 10.86%   | 42.72% |      |
|        | エド・ミリバンド         | 96         | 12.12%     | 46,697       | 12.43%       | 102,882  | 16.71%   | 41.26% |      |
|        | エド・ボールズ           | 43         | 5.43%      | 18,114       | 4.82%        | 35,512   | 5.77%    | 16.02% |      |

最下位のエド･ボールズが脱落。

### 最終ラウンド
| 候補者 | 候補者                   | 議会労働党 | 議会労働党 | 選挙区労働党 | 選挙区労働党 | 労働組合 | 労働組合 | 総合   | 総合 |
| 候補者 | 候補者                   | 獲得票     | %          | 獲得票       | %            | 獲得票   | %        | %      |      |
| ------ | ------------------------ | ---------- | ---------- | ------------ | ------------ | -------- | -------- | ------ | ---- |
|        | エド・ミリバンド         | 122        | 15.52%     | 55,992       | 15.20%       | 119,405  | 19.93%   | 50.65% |      |
|        | デイヴィッド・ミリバンド | 140        | 17.81%     | 66,814       | 18.13%       | 80,266   | 13.40%   | 49.35% |      |

結果、エド・ミリバンドが新党首に選出。
出典：Labour Party website

### 分析
一般的に、労働党は議員は現実思考の右派・中道派が多く、古くからの活動家を擁する労働組合には教条的な左派が多いと言われている。 どのラウンドにおいても、エド･ミリバンドは労働組合票を一番多く集めており、左派の支持を受けていたことがわかる。また、デイヴィッド･ミリバンドは一貫して最多の議員票を得ていたが、第3ラウンドで脱落したエド・ボールズの支持者の票が同じく左派寄りのエド･ミリバンドに流れたため、2位につけていたエドとの差を広げられなかった。
実際に、労組の支持を多く集めたエド･ミリバンドの勝利は、左派の勝利として位置づけられ、今後労働党がブレア元首相以来の中道化路線から脱却し、左派寄りの政党に戻る可能性も指摘されている。しかし、エドの勝利は僅差で得たものであることから党内基盤は強固とは言いがたく、今後予想されるブレア路線継続派、あるいはデイヴィッド･ミリバンド支持派との党内対立を乗り越えられるのかを危ぶむ声もある。
選挙区労働党は、実際の選挙の際に活動を行う一般党員が多く所属するため、選挙の顔として知名度・実績で他を圧倒するデイヴィッドへの期待が高く、どのラウンドにおいてもデイヴィッド・ミリバンドへの得票が最多だった。

## その後
総選挙後、労働党は下野直前の閣僚メンバーをそのまま「影の内閣」として組織しており（影の首相のみ、辞任したブラウンに代わって党首代行のハリエット・ハーマンが担当）、今回の党首選出でエド・ミリバンドが「影の首相」に就任した以外にはメンバーの変化がない。新党首に就任したエド・ミリバンドは今後新たな影の内閣を組閣するが、労働党では影の閣僚を任命する際、党首が思い通りの人選をすることはできない。まず党内選挙で入閣するメンバーが選出され、党首がそのメンバーをそれぞれのポストに配置するのである。影の閣僚選挙への出馬は、党首選開票の行われた25日の翌・26日に受付が始まっており、10月7日に開票が行われる。この影の閣僚選挙で誰が選ばれるかも、エド・ミリバンド体制の方向を決定付ける大きな要素となる。

## 参照
1. ↑  Hoskin, Peter (2010年5月10日). “Gordon Brown announces his resignation”. The Spectator (The Spectator (1828) Ltd) 2010年5月10日閲覧。
2. ↑  Sheridan, Michael (2010年5月10日). “Prime Minister Gordon Brown resigns; plans to step down in September”. New York Daily News (NYDailyNews.com) 2010年5月11日閲覧。
3. ↑  “Gordon Brown 'stepping down as Labour leader'”. BBC News. (2010年5月10日) 2010年5月10日閲覧。
4. 1 2  “PLP nominations period for Leadership Election to close on 9 June”.   Labour Party (2010年5月20日). 2010年5月23日閲覧。
5. 1 2  “New Labour leader to be elected at September conference”. BBC News. (2010年5月18日) 2010年5月18日閲覧。
6. 1 2  Chris Lennie, Acting General Secretary, ed (2008). “4”. The Labour Party Rule Book 2008. London: The Labour Party. pp. 24–25 2010年5月10日閲覧。
7. ↑  “Election 2010”. BBC News 2010年5月10日閲覧。 {{cite news}}: 名無し引数「date 7 May 2010」は無視されます。 (説明)⚠
8. ↑  “Labour MP charged over expenses”. BBC News. (2010年5月19日) 2010年5月24日閲覧。
9. ↑  “Labour's NEC agrees timetable for the election of next Leader of the Labour Party”.   Labour Party (2010年5月18日). 2010年5月23日閲覧。
10. ↑  “Labour extends leadership race deadline”. BBC News. (2010年5月20日) 2010年5月20日閲覧。
11. ↑  2010年9月27日付 読売新聞 国際面 「英労働党 党首に『弟』ミリバンド氏 左派色前面 ブレア路線脱却」
12. ↑  Curtis, Polly (2010年5月10日). “David Miliband and Ed Balls set to launch Labour leadership bids”. The Guardian (London: Guardian News and Media) 2010年5月10日閲覧。 {{cite news}}: 名無し引数「Politics」は無視されます。 (説明); 名無し引数「The Guardian」は無視されます。 (説明)⚠⚠
13. ↑  Allegra Stratton, political correspondent (2010年5月12日). “David Miliband announces Labour leadership bid”. London: The Guardian 2010年5月20日閲覧。 {{cite news}}: |author=に無意味な名前が入力されています。 (説明)⚠
14. ↑  “Ed Miliband to take on brother David in leader battle”. BBC News. (2010年5月14日) 2010年5月14日閲覧。
15. ↑  “Labour leadership race discredited, says MP McDonnell”. BBC News. (2010年5月18日) 2010年5月18日閲覧。
16. ↑  Hélène Mulholland and Allegra Stratton (2010年6月9日). “John McDonnell withdraws from Labour leadership race in favour of Diane Abbott | Politics | guardian.co.uk”. London: Guardian 2010年6月23日閲覧。
17. ↑  “Ed Balls announces he will stand for Labour leader”. BBC News. (2010年5月19日) 2010年5月20日閲覧。
18. ↑  “Diane Abbott enters Labour leadership contest”. BBC News. (2010年5月20日) 2010年5月20日閲覧。
19. ↑  “Andy Burnham enters Labour leadership contest”. BBC News. (2010年5月20日) 2010年5月20日閲覧。
20. ↑  “John McDonnell withdraws from Labour leadership race”. BBC News. (2010年6月9日) 2010年6月23日閲覧。
21. ↑  “Labour.org.uk”.   Labour.org.uk (2010年6月3日). 2010年6月23日閲覧。
22. 1 2 3 4 5 6  “Labour leadership contest: Runners and riders”. The BBC. (2010年5月26日) 2010年5月31日閲覧。
23. ↑  “2010 Labour leadership election-Edd Balls”.   Labour.org. 2010年6月24日閲覧。
24. ↑  “Jon Cruddas backs Diane Abbott for Labour leader”. International Business Times (2010年6月5日). 2010年6月8日閲覧。
25. ↑  Cowley, Jason (2010年8月25日). “Exclusive: Jon Cruddas endorses David Miliband”. New Statesman. 2010年8月26日閲覧。
26. ↑  Stratton, Allegra (2010年6月1日). “David Miliband wins backing of Alistair Darling in Labour leadership race”. London: The Guardian 2010年6月24日閲覧。
27. ↑  Wintour, Patrick (2010年6月1日). “Alistair Darling backs David Miliband for Labour leadership”. The Guardian (London) 2010年6月8日閲覧。 {{cite news}}: |author=、|last=引数が重複しています。 (説明)⚠
28. 1 2  Evans, Judith (2010年5月17日). “David Miliband hails 'next Labour' as he opens leadership bid”. Times Online (London)
29. ↑  Woodcock, Andrew (2010年6月8日). “Harriet Harman nominates Diane Abbott for Labour leadership”. London: The Independent 2010年6月8日閲覧。
30. ↑  “Alan Johnson backs David Miliband for Labour leadership”. The Daily Telegraph (London). (2010年5月12日) 2010年6月8日閲覧。
31. ↑  “2010 Labour leadership election-Diane Abbott”.   Labour.org. 2010年6月24日閲覧。
32. ↑  Smith, Lewis (2010年8月12日). “Straw backs Miliband in leadership race”. The Independent (London) 2010年8月12日閲覧。
33. ↑  “Peter Mandelson 'officially' rules out ever being Labour leader”. The Daily Telegraph (London). (2009年8月13日) 2010年7月3日閲覧。
34. ↑  Porter, Andrew; Riddell, Mary (2009年7月24日). “Ed Balls attacks Labour leadership rival James Purnell”. The Daily Telegraph (London) 2010年7月4日閲覧。
35. ↑  Neck and neck, YouGov, 13 September 2010
36. ↑  林信吾『これが英国労働党だ』 新潮選書 1999年 p180
37. ↑  “英労働党の新党首にミリバンド氏、兄との接戦制する”.  ロイター通信 (2010年9月27日). 2010年9月28日閲覧。
38. ↑  “英労働党大会が開幕 新党首、変革目指す”.   47News (2010年9月26日). 2010年9月28日閲覧。
39. ↑  “Labour MPs to elect shadow cabinet”.   BBC News (2010年9月8日). 2010年10月3日閲覧。
40. ↑  “Shadow Cabinet bun fight begins”.   Labour Uncut (2010年9月14日). 2010年10月3日閲覧。